# Накамура, Синъитиро
Синъитиро Накамура (яп. 中村真一郎 Накамура Синъитиро:, 5 марта 1918 года — 25 декабря 1997 года) — японский писатель, литературный критик, исследователь французской и классической японской литературы. Видный представитель первого послевоенного поколения писателей. В своих работах, отличающихся смелостью формы и глубоким психологизмом, шёл к синтезу классической японской традиции с европейским литературным модернизмом (Пруст и др.).

## Биография

### Ранние годы жизни. «Поэтический утренник». «Под сенью смерти»
Родился в Токио. В раннем детстве лишился матери. Воспитывался в преф. Сидзуока дедом по материнской линии. В среднюю школы поступил в Токио. В годы учёбы познакомился с будущим писателем Такэхико Фукунага, своим литературным единомышленником, дружбу с которым пронёс через всю жизнь. После смерти отца остался сиротой. Получал помощь от благотворительных организаций. В старших классах школы сблизился с Сюити Като (впоследствии видный литературный критик). Окончил филологический факультет Токийского университета (отделение французской литературы, выпускная работа посвящена Нервалю). В университетские годы начал тесно общаться с писателем Тацуо Хори. В это принципиальное для своего литературного формирования время открыл для себя творчество Пруста и «Повесть о Гэндзи», два краеугольных камня своей собственной эстетики.
Пробовать себя в сочинении начал достаточно рано: в университетские годы экспериментировал с жанром драмы в стихах. В 1942 году вместе с Фукунага и Като создал литературную группу «Поэтический утренник» (マチネ・ポエティク), экспериментировавшую с устойчивыми формами рифмованной поэзии (сонет и др.) и её декламацией. Несмотря на то, что опыты «Поэтического утренника» в послевоенные годы, когда они впервые были опубликованы, скептически были встречены поэтами того времени как апология арт-эскапизма, Накамура продолжал их до последних лет своей жизни. В военные годы приступил к переводам на японский произведений Нерваля, ради популяризации творчества которого продолжал состоять в заведомо политически ангажированном «Обществе литературы патриотов Японии».
Писать прозу начал также во время войны. После публикации в первые послевоенные годы пенталогии жизнеописания прошедшего войну интеллигента, открывавшегося романом потока сознания «Под сенью смерти» (死の影の下に, 1946), выдвинулся в число ведущих фигур современной японской литературы. В 1946 году, вновь вместе с Фукунага и Като, опубликовал книгу «Раздумья о литературе» (文学的考察), где авторы продемонстрировали впечатлявшее своей глубиной знание современной европейской литературы. Накамура также стоял у истоков серии «Библиотека апурэгэру» (от фр. «après-guerre», послевоенный), где публиковались произведения новых авторов. Само слово «апурэ(гэру)» прочно вошло в обиход того времени.

### Поворот. Исследование канси. Поздняя проза
В работах своего раннего периода Накамура обращался к темам судеб интеллигенции, противоречивости между их довоенными идеалов и разочаровывающими послевоенными реалиями («Карусель», 回転木馬, 1957). Перелом наступил в 1957 году, когда скоропостижная кончина жены привела к стремительному развитию душевной болезни и госпитализации писателя. После курса лечения, включавшего использование электрошока, Накамура пережил частичную потерю памяти. Вернувшись к нормальной жизни, он неожиданно для многих обратился к поэзии канси эпохи Эдо, начал думать над возможными путями её синтеза со своей собственной эстетической программой, ранее бывшей во многом ориентированной на французский модернизм. Результаты этого стилистического и тематического поворота выражены в лучших произведениях Накамуры 1960-х: «Плывут облака» (雲のゆき来, 1966), «Далёкое прошлое» (遠隔感応, 1969), «Одиночество» (孤独, 1966). В том же десятилетии началось плодотворное творчество Накамуры-литературоведа. Он и раньше публиковал работы исследовательского характера (в частности книги об Акутагаве), однако именно в этот период 1960-х — первой половины 1970-х смог полноценно реализоваться в этой сфере. В эти годы были написаны работы «Мир Повести о Гэндзи» (源氏物語の世界, 1968), «Литература императорского двора» (王朝文学論, 1963) «Кэнрэймонъин-но Укёнодайбу» (建礼門院右京大夫, 1972) «Взгляды на секс и любовь в японской классической литературе» (日本古典にみる性と愛, 1975) и др. Помимо литературных исследований, Накамура, вернувшись к своему раннему увлечению театром и поэзией, активно стал работать в качестве сценариста радиопьес, где проявил себя новатором, вышедшим далеко за рамки простого озвучивания текста в направлении создания звуковых ландшафтов. Опыты Накамуры на этом поприще оказали существенное влияние на последующие поколения японских авангардных писателей-драматургов (Кобо Абэ и др.), а также до некоторой степени и на европейских авторов, работавших в этом жанре.
В 1971 году вышло во многом итоговое для Накамуры исследование, посвящённое эдоской поэзии канси, «Рай Санъё и его время» (頼山陽とその時代, в 3-х тт.), которое способствовало существенному пересмотру мнений, сложившихся в этой сфере японской филологии. В дальнейшем эта линия творчества была продолжена в капитальных трудах «Жизнь Какидзаки Хакё» (蠣崎波響の生涯, 1989, премия Ёмиури) и «Салон Кимуры Кэнкадо» (木村蒹葭堂のサロン, 2000, изд. посмертно), а также в более доступных широкой читательской аудитории работах «Сад поэтов» (詩人の庭, 1976) и «Эдоская поэзия канси» (江戸漢詩, 1985).
Как писатель в свои зрелые годы Накамура сосредоточился на написании тетралогии «Четыре времени года» (四季, 1975—1984, премия Танидзаки и Большая японская литературная премия). Также плодотворно работал в малой форме, обращаясь к разнообразным сюжетам, так или иначе раскрывающим порывы человеческой души. После завершения тетралогии вновь обратился к японской классике, развивая в многочисленных работах идею происхождения всей японской литературы из литературы императорского двора. В начале 1990-х были изданы полные собрания художественных произведений (1992—1993, «Синтёся», в 13 тт.), публицистики («Тикума сёбо», в 7 тт.) и литературоведческих работ («Синтёся», в 6 тт.).
Тетралогия «Квартет» (四重奏) и другие работы самых последних лет подчёркнуто эротичны. До конца своей жизни продолжал активно писать, оставаясь одной из ведущих фигур современной литературной жизни Японии.

## Издания на русском языке
- Дорога к замку // Дорога к замку: Рассказы / Пер. Г. Чхартишвили. — М.: Известия, 1987. — С. 339—251.
- Оживший страх // Японская новелла 1960—1970 / Пер. Л. Ермаковой. — М.: Прогресс, 1972. — С. 186—205.
- Повесть «Далёкое прошлое». Упоминается в предисловии Н. Т. Федоренко к указанному выше сборнику «Дорога к замку» (с. 7). Библиографические данные неизвестны.